# 貝殼杉蛾屬
貝殼杉蛾屬（Agathiphaga）是貝殼杉蛾總科（Agathiphagoidea）貝殼杉蛾科（Agathiphagidae）下唯一的屬，其親緣關係很像石蛾。1952年，由萊昂納·傑克·杜布萊頓首次發現，並被列為小翅蛾科的一個屬。
該屬的蛾只以貝殼杉屬植物為食，現在被認為是僅次於小翅蛾科生物的第二古老的蛾。 在滯育期，可以幼蟲形態生活12年。
其下有兩個種，Agathiphaga queenslandensis只發現於昆士蘭州東北部沿海，幼蟲以昆士蘭貝殼杉為食。 另一個種Agathiphaga vitiensis發現於斐濟至瓦努阿圖及所羅門群島等太平洋諸島。

## 外部連結
- Agathiphaga at the Global Lepidoptera Names Index, Natural History Museum
- Agathiphaga queenslandensis at the Global Lepidoptera Names Index, Natural History Museum
- Agathiphaga vitiensis at the Global Lepidoptera Names Index, Natural History Museum
- Agathiphagidae （页面存档备份，存于） Tree of Life Web Project
- . Australian Moths Online. CSIRO Entomology.   [2013-05-17]. （原始内容存档于2006-09-03）.